# Tragelaphus
Tragelaphus är ett släkte i underfamiljen oxdjur som består av sju arter, däribland nyala, buskbock och bongo.

## Etymologi
Namnet kommer från det grekiska sagodjuret "Tragelaphos" som i Grekland bara var känt från avbildningar på orientaliska mattor och andra konstnärliga produkter. Grekerna återskapade egna avbildningar på krukor och andra föremål. Djuret liknade en hjort med skägg och pompong vid främre buken. För det vetenskapliga namnet ändrades beteckningen så att den motsvarar latinsk grammatik.

## Kännetecken
Dessa djur är jämförelsevis stora antiloper med smala extremiteter och lång hals. De når en kroppslängd mellan 1,1 och 2,5 meter, en mankhöjd mellan 0,6 och 1,5 meter samt en vikt mellan 25 och 315 kilogram. Hannar är oftast tyngre än honor. De flesta arter har en kort svans, bara hos bongo är svansen längre och sluter i en vippa. Pälsen grundfärg varierar mellan rödbrun och gråbrun, den är ofta beroende på kön, ålder och utbredningsområde. Alla arter har vita eller gula mönster på kroppen, till exempel strimmor eller fläckar. Med undantag av arten bongo finns horn bara hos individer av hankön. Hornen vrider sig rund en central axel och blir upp till en meter långa.

## Utbredning och levnadssätt
Arterna i släktet förekommer i Afrika söder om Sahara. De förekommer i olika habitat däribland skogar och buskland. Några arter som sitatunga är bunden till livet vid vattnet, andra föredrar torra habitat. Aktivitetstider och socialt beteende är beroende på art.

## Systematik
Släktet innefattar sju arter:
- Sitatunga T. spekii
- Nyala T. angasii
- Buskbock T.scriptus
- Mindre kudu T. imberbis
- Större kudu T. stepsiceros
- Bergsnyala T.buxtoni
- Bongo T. eurycerus

Arten bongo räknas i ett undersläkte, Boocercus, som utgör systergruppen till alla andra arter i släktet Tragelaphus. Hela släktets systergrupp utgörs av elandantiloperna (släktet Taurotragus). Tillsammans bildar de släktgruppen Tragelaphini i underfamiljen oxdjur (Bovinae). Det har även föreslagits att båda släkten förenas då uppdelningen i två utvecklingsgrenar är omstridd.